# Feest van Sint-Jacob
Het Feest van Sint-Jacobs is een jaarlijks festival dat georganiseerd wordt door de Sint-Michielsbeweging in Brugge. Dit gebeurt ter gelegenheid van Sint-Jacobs, die de patroonheilige is van de thuiskerk van deze zending in Brugge.
Het feest vindt jaarlijks plaats op het plein voor de Sint-Jakobskerk.
In 2013 kreeg het evenement eenmalig een andere naam, 5 jaar Sint-Michielsbeweging Brugge, omdat de Sint-Michielsbeweging in Brugge toen vijf jaar bestond.